# Paralicella tenuipes
Paralicella tenuipes är en kräftdjursart som beskrevs av Édouard Chevreux 1908. Paralicella tenuipes ingår i släktet Paralicella och familjen Lysianassidae. Inga underarter finns listade i Catalogue of Life.